# آبشار راون کلیف (کارولینای جنوبی)
آبشار راون کلیف (به انگلیسی: Raven Cliff Falls) آبشاری است که در کشور ایالات متحده آمریکا واقع شده‌است و بلندترین ریزشگاه آن ۱۰۹ متر ارتفاع دارد. حوضهٔ آبریز این آبشار، رود سالودا است.